# Боара-Пізані
Боара-Пізані (італ. Boara Pisani, вен. Boara Pisani) — муніципалітет в Італії, у регіоні Венето, провінція Падуя.
Боара-Пізані розташована на відстані близько 370 км на північ від Рима, 60 км на південний захід від Венеції, 35 км на південь від Падуї.
Населення — 2597 осіб (2014).

## Демографія
Населення за роками:

Станом на 1 січня 2023 року в муніципалітеті офіційно проживало 99 іноземців з 17 країн, серед них 21 громадянин країн Євросоюзу та 11 громадян України.

## Сусідні муніципалітети
- Ангуїллара-Венета
- Поццоново
- Ровіго
- Стангелла
- Вескована